# 內維鎮
内维镇（英語：Navy Town）位于美国阿拉斯加州阿留申西人口普查区，为历史上的一人口聚集地，于二战期间的一次军事占领行动中被命名。其坐落于马斯克湾西侧的阿图岛东南海岸。2010年阿图站废弃后，内维镇及其所在的阿图岛至今无人居住。